# Dagmar Hartlová
Dargmar Hartlová (* 24. března 1951 Praha) je česká překladatelka převážně ze švédštiny, literární redaktorka a vysokoškolská pedagožka, nositelka Řádu polární hvězdy.

## Život
Vystudovala angličtinu a švédštinu na Filozofické fakultě Univerzity Karlovy, v roce 1985 obhájila titul PhDr. tamtéž. V letech 1985–2003 pracovala jako asistentka pro kulturu a informace na Švédském velvyslanectví v Praze. Od prosince 1989 působila jako odborná asistentka na Ústavu germánských studií Filozofické fakulty Univerzity Karlovy, kde vyučovala švédskou literaturu, švédský jazyk a překladatelství.
Je hlavní redaktorkou a spoluautorkou Slovníku severských spisovatelů (1998, 2004) a souborného vydání August Strindberg: Hry I. (2000) a také autorkou dvojjazyčné publikace o česko-švédských vztazích Švédsko – Česká republika (2001), vydaného Švédským institutem.
Za překlad knihy Selmy Lagerlöfové Podivuhodná cesta Nilse Holgerssona Švédskem získala v roce ocenění 2005 Zlatá stuha a byla zapsána na Čestnou listinu IBBY 2008.
V roce 2014 jí byl švédským králem Karlem XVI. Gustavem udělen Řád polární hvězdy (členství první třídy). Ocenění převzala z rukou švédské velvyslankyně Anniky Jagander při slavnostním ceremoniálu na švédském velvyslanectví v Praze.
V roce 2024 obdržela státní cenu za překladatelské dílo.

## Výběr z bibliografie překladů Dagmar Hartlové

### Ze švédštiny
- AXELSSONOVÁ, Majgull: Ta, kterou jsem se nestala: jakož i my odpouštíme. Praha: Metafora, 2006.
- DELBLANC, Sven: Vzpomínka na řeku. Praha: Odeon, 1986.
- EKMANOVÁ, Kerstin: Černá voda. Praha: Argo, 2013.
- ENGLUND, Peter: Nepokojná léta: historie třicetileté války. Praha: NLN, 2000. (Společně s Luďkem Mandausem)
- ENGLUND, Peter: Nepřemožitelný: historie první severní války. Praha: NLN, 2004.
- LAGERLÖFOVÁ, Selma: Podivuhodná cesta Nilse Holgerssona Švédskem. Praha: Meander, 2016.
- LINDGRENOVÁ, Astrid: Emilovy skopičiny. Praha: Albatros, 2014.
- LINDGRENOVÁ, Astrid: Kluci darebáci a pes. Praha: Albatros, 2008.
- LINDGRENOVÁ, Astrid: Vánoční večírek Pipi Dlouhé punčochy. Praha: Albatros, 2014.
- MANKELL, Henning: Vrazi bez tváře. Brno: Host, 2013.
- SEM-SANDBERG, Steve: Bouře. Praha: Paseka, 2017.
- SEM-SANDBERG, Steve: Chudí v Lodži. Praha, Litomyšl: Paseka, 2013.
- SJÖWALLOVÁ, Maj. WAHLÖÖ, Per: Vrah policistů ; Teroristé. Praha: Svoboda, 1983.
- STALFELTOVÁ, Pernilla: O smrti smrťoucí. Praha: Cesta domů, 2016.
- STRIDSBERGOVÁ, Sara: Návraty. In: Tři hry. Praha: Institut umění – Divadelní ústav, 2018.
- TIKKANENOVÁ, Märta: Příběh lásky století. Praha: Marta Chřibková, 2000.
- TUNSTRÖM, Göran: Vánoční oratorium. Praha: Odeon, 1990.

### Z norštiny
- FALDBAKKEN, Knut: Bídné roky. Praha: Svoboda, 1981.
- HOLT, Kåre: Král. Praha: Svoboda, 1983. (Společně s Helenou Kadečkovou)